# Pavel Molnár
Pavel Molnár (Molnar) (* 8. února 1940, Vojnice) je sklářský výtvarník, který se v Čechách vyučil foukačem skla a roku 1965 emigroval do Západního Německa, kde se prosadil jako umělec.

## Život a dílo
Pavel Molnár se narodil a vyrůstal v maďarské oblasti jižního Slovenska Vojnice. V letech 1957–1960 se vyučil foukačem technického skla v Odborném učilišti sklářském v Novém Boru a složil zde maturitu. Pracoval pak v průmyslových podnicích do roku 1965, kdy spolu se svým bratrem-dvojčetem Josefem emigroval přes Jugoslávii do Západního Německa. V Německu byl zprvu zaměstnán jako laboratorní foukač skla. Roku 1968 si zařídil vlastní ateliér a začal externě spolupracovat s Německým muzeem v Mnichově, kde mohl studovat sbírky římského skla i díla Karla Köppinga, která obdivoval. Navštěvoval také kurzy na Mnichovské akademii a mohl se více soustředit na umělecký design skla.
Již koncem 60. let se Pavel Molnár prosadil svou vlastní tvorbou, když jeho dílo zakoupilo Museum skla v Coburgu. Roku 1974 obdržel výroční cenu Danner's Art Foundation v Mnichově a začali se o něj zajímat sběratelé skla. Roku 1977 objevil a zakoupil nemovitost ve čtvrti Barsbüttel na předměstí Hamburku, kde si zřídil sklářskou dílnu, sklad, galerii a byty pro sebe a svého bratra Ondřeje, se kterým realizoval své návrhy pod společnou značkou Atelier Molnar. Od roku 1979 měl v dílně instalovanou i sklářskou pec a sám se naučil foukat sklo. Hutní sklo lité do forem používal pouze k obohacení své techniky tvarování skla nad kahanem. Tento způsob práce, který kombinuje obě horké techniky tvarování skla, byl v Německu ojedinělý a průkopnický.
Spojení obou technik umožnilo Pavlu Molnárovi věnovat se kromě barvení povrchu skla oxidy kovů také zapouštění barevných inkluzí a kreseb mezi vrstvy žhavého tekutého skla a tvorbu objektů pojatých spíše sochařsky. Molnárovy skleněné objekty se vyznačují dokonalou kombinací barev a lyrickým vyzněním a často jsou intimní zprávou o jeho snech, emocích a obavách. Jeho abstraktní díla, pro která volí jednoduché základní sférické a kapkovité tvary nebo válce, se blíží akvarelu a navozují dojem tekoucí vody nebo vanutí větru.
Molnárův ateliér v Barsbüttel se stal sklářským centrem severního Německa, kde od roku 1980 pořádal výstavy svých sklářských kolegů a letní školy. Od roku 1981, kdy získal Bavorskou státní cenu, přijímal do své dílny učně, kteří zde absolvovali tříletý kurz. Jedním z jeho žáků byl Stefan Scheuerer, který v dílně pracoval až do roku 1984. Roku 1983 Pavel Molnár učil na Pilchuck Glass School ve Stanwoodu (Washington, USA), v roce 1990 se zúčastnil Mezinárodního sklářského sympozia v Gus-Chrustalny (Rusko) a roku 1991 vyučoval na letní škole Sars-Poteries (Francie).
V Německu si během třiceti pěti let získal renomé jako výtvarník a poté se se svou německou manželkou přestěhoval do Českého Krumlova, kde si renovoval renesanční dům a zařídil ateliér. Jeho bratr-dvojče Josef žije v Kanadě, jedna z jeho dcer v Austrálii a druhá v Čechách.

### Ocenění
- 1974 Annual Award of Danner'schen Crafts Foundation Munich
- 1981 Bavarian State Award – Gold Medal of the International Trade Fair Munich
- 1985 Second Prize of Süßmuth Glaskunst days[2]

### Zastoupení ve sbírkách
- Kunstgewerbemuseum, Berlin
- Kunstsammlung der Veste Coburg
- The Corning Museum of Glass, NY
- Kunstmuseum; Frauenau, Wertheim Düsseldorf
- Glasmuseum Ebeltoft/Dänemark
- Museum für Kunst und Gewerbe Hamburg
- Kestner-Museum Hannover
- Badisches Landesmuseum Karlsruhe
- National Museum of Modern Art Tokyo, Kyoto/Japan
- Grassi-Museum Leipzig
- Victoria & Albert Museum London
- Stadtmuseum München
- Museum Boymans-van-Beuningen Rotterdam
- Schleswig-Holsteinisches Landesmuseum, Schloss Gottorf
- Hokkaido Museum of Modern Art Sapporo/Japan
- Württembergisches Landesmuseum Stuttgart
- Musée des arts decoratifs Lausanne

### Autorské výstavy (výběr)
- 1975 Galerie Beate E. Voigt, Norimberk, Galerie L. Moser, Worms
- 1976 Galerie Charlotte Henning, Darmstadt, Landshuter Galerie, Landshut
- 1977 Weihnachtsmesse für Kunsthandwerker im Museum für Kunst und Gewerbe, Hamburg, Seehase, Berlin, Galerie H. Remmele, Gießen
- 1977 Hamburg, Galerie "L", Hamburg, Kunstsammlungen der Veste Coburg
- 1980 Badisches Landesmuseum Karlsruhe, National Museum of Modern Art Kyoto, Tokyo
- 1982 Retrospektiv-Ausstellung, Glasmuseum Frauenau, Wertheim
- 1983 Kunsthandwerk in Schleswig-Holstein, Lübeck, Kunstmuseum Düsseldorf, Galerie Atelier d'Amon, Paris
- 1985 Kunsthandwerk aus Hamburg, Budapest, Musée des Beaux Arts, Rouen, Kobe, Hokkaido Museum of Modern Art, Sapporo, World Glass Now
- 1986 Matsuya Ginza Departmentstore, Tokyo
- 1987 Habatat galleries, Lathrup Village, USA
- 1989 Worpswede, Galerie Kunsttreff, Worpswede, Generale dc Banque Liege
- 1991 Miller Galerie, New York, Galerie L'Eclat du Verre, Paris, Galerie Klute, Wien
- 1992 Maison de la Culture Metz, Francie, Générale e Banque, Liege, Composition Gallery, San Francisco, USA, Glas und Keramik Galerie, Bonn, Galerie Antika, Charmey Gruyère
- 1995 Galerie Silica, galerie Danika, Echternach, CCAA Glasgalerie Köln

### Skupinové výstavy
- Pavel Molnár se od roku 1974 zúčastnil desítek skupinových výstav v Evropě, USA a Japonsku. Na Slovensku se roku 1991 představil na výstavě Súčasné slovenské sklo v Národnej galérii v Bratislavě.